# Copelatus zimmermanni
Copelatus zimmermanni är en skalbaggsart som beskrevs av Gschwendtner 1934. Copelatus zimmermanni ingår i släktet Copelatus och familjen dykare. Inga underarter finns listade i Catalogue of Life.